# Didymodon cucullatus
Didymodon cucullatus là một loài Rêu trong họ Pottiaceae. Loài này được (Hampe) Broth. ex Warnst. mô tả khoa học đầu tiên năm 1916.